# Сато, Юка (легкоатлетка, 1981)
Юка Сато (яп. 佐藤 友香; род. 6 июля 1981, Аомори) — японская легкоатлетка, специалистка по бегу на короткие дистанции, прыжкам в длину и тройным прыжкам. Выступала за сборную Японии по лёгкой атлетике в середине 2000-х годов, обладательница бронзовой медали чемпионата Азии в Инчхоне, призёрка первенств национального значения, участница чемпионата мира в Хельсинки.

## Биография
Юка Сато родилась 6 июля 1981 года в городе Аомори, Япония.
Выступала на соревнованиях национального уровня начиная с 1998 года, пробовала себя в спринтерском беге, прыжках в длину и тройных прыжках. Окончила Национальный институт фитнеса и спорта в Каное. Состояла в легкоатлетическом клубе Mizuno.
Впервые заявила о себе в лёгкой атлетике на международном уровне в сезоне 2005 года, когда вошла в основной состав японской национальной сборной и выступила на чемпионате мира в Хельсинки, где в зачёте эстафеты 4 × 100 метров вместе со своими соотечественницами показала результат 44,52 и в финал не вышла. Позже побывала на чемпионате Азии в Инчхоне, откуда привезла награду бронзового достоинства, выигранную в той же дисциплине с результатом 44,85 — здесь японок обошли только эстафетные команды из Таиланда и Китая. При этом в индивидуальном беге на 100 метров финишировала в финале шестой (11,89).
В 2006 году соревновалась в прыжках в длину на чемпионате Азии в помещении в Патайе, с личным рекордом 5,91 расположилась в итоговом протоколе соревнований на четвёртой строке.
В 2007, 2010 и 2011 годах в тройном прыжке побеждала на Всеяпонских первенствах по лёгкой атлетике среди профессиональных команд.
Впоследствии оставалась действующей легкоатлеткой вплоть до 2014 года, хотя в последнее время уже не показывала сколько-нибудь значимых результатов на международной арене.
Помимо лёгкой атлетики проявила себя в велоспорте, на профессиональном уровне выступала на соревнованиях по кейрину.